# ساشا دحدوح
ساشا دحدوح  (31 يوليو 1986-) إعلامية وعارضة أزياء وممثلة لبنانية، توجت كوصفية ثالثة في مسابقة ملكة جمال لبنان للعام 2007.

## حياتها
ولدت في زحلة البقاع، درست المحاسبة وتخصصت في التسويق، بدأت في مجال عرض الأزياء عندما كانت في السابعة عشرة من عمرها بتشجيع من أهلها وأصدقائها. انتسبت إلى وكالة ناتالي فضل الله لعرض الأزياء، عرضت منذ بدايتيها لكبار المصممين العرب مثل نيكولا جبران وفادي نحلة، انتقلت بعد ذلك إلى تصوير الإعلانات. في أكتوبر 2021 قدمت برنامج «هنا العالم» على شاشة تلفزيون أبو ظبي حول فعاليات معرض أكسبو 2020 بمشاركة نور الدين يوسف.

### حياتها الأسرية
تزوجت عام 2011 من اللبناني بول ورزقت منه بابنتين تؤام شانا وسايا في شهر أبريل عام 2015. وانفصلت عنه عام 2018.

## مشوارها المهني
شاركت في مسابقة ملكة جمال لبنان لعام 2007 على شاشتي المؤسسة اللبنانية للإرسال وال بي سي الفضائية اللبنانية توجت كوصيفة ثالثة، بعد ذلك شاركت في ميس كيمير «أنترناشيونال» في أنطاليا تركيا وحلت في المركز الثاني، بدأت مشوارها الإعلامي من خلال قناة إن بي إن في لبنان فكانت المعدة والمقدمة وتتواصل مع الضيوف وتحدد لهم مواعيد اطلالاتهم، هذه التجربة كانت مدرسة لها، ولكن قدرات المحطة محدودة وجمهورها ايضاً، قدمت أول برنامج لها بعنوان صباح العالم بعدها برنامج (مجتمع وناس) ثم برنامج (رواد من لبنان)، بعدها انتقلت إلى قناة الآن في دبي حيث قدمت برنامج (صباح النور) الذي استمرت بتقديمة لمدة سنة مع الإعلاميتين يمنى شري وعمار الصفار، تابعت عملها الإعلامي في محطة ال بي سي الفضائية اللبنانية من العام 2012 من خلال برنامج حلوة ومرة الذي تحول فيما بعد ل حلوة بيروت
آخرها كان برنامج  بي بيروت  مع بلال العربي ونانسي ياسين ونيفين سكيكي، بعد أربع سنوات من تقديم برنامج بي بيروت  وفي السابع من فبراير 2016 تغير اسم البرنامج إلى  بي LIVE وعاد بحلة جديدة مختلفة، قدمته بمشاركة نفس زملائها وفي سبتمبر 2017 أوقف البرنامج بسبب مشاكل إنتاجية، وفي نوفمبر شاركت في برنامج ديو المشاهير على شاشة إم تي في اللبنانية لدعم إحدى الجمعيات الخيرية. وفي البرايم الثاني غادرت البرنامج بعدما حصلت على 2000$ قدمتها إلى جمعية “حماية” وشكل اعلان مغادرتها صدمة لدى البعض الذين اعتبروا انها ظُلمت بخروجها لأنها من أجمل الأصوات النسائية في البرنامج وكان يجب ان تبقى إلى مراحل متقدمة منه اذ انها تستحق ان تبقى في البرنامج أكثر من سواها
في عام 2017 خاضت تجريتها التمثيلية الأولى من خلال مسلسل «بيروت سيتي» وجسدت فيه شخصية «نادين». شاركت عام 2020 بمسلسل العودة بشخصية منى.
 في رمضان 2020 شاركت بمسلسل آولاد آدم بشخصية "سلمى “ في مايو 2020 عادت لتقديم البرامج الصباحية من خلال برنامج صباح اليوم على قناة الجديد.
شاركت في مسلسل DNA في ليلة عيد الميلاد 2020 قدمت البرنامج الإنساني الفني «جراس وناس» شاركت في مسلسل البريئة بشخصية «نادين».

## أعمالها

### في التلفزيون
| سنة الإنتاج | اسم المسلسل     | الشخصية |
| ----------- | --------------- | ------- |
| 2024        | لعبة حب         | (سيرين) |
| 2023        | النار بالنار    | (قمر)   |
| 2023        | للموت 3         | (رولا)  |
| 2023        | دهب بنت الأوتيل | (هيفا)  |
| 2020        | البريئة         | (نادين) |
| 2020        | العودة          | (منى)   |
| 2020        | أولاد آدم       | (سلمى)  |
| 2019        | DNA             | ()      |
| 2018        | بيروت سيتي      | (نادين) |

## جوائز
- لبنان:جائزة الموريكس دور لأفضل ممثلة مساندة عن دورها "قمر "في مسلسل النار بالنار 2023.[16]

## روابط خارجية
- ساشا دحدوح على موقع قاعدة بيانات الأفلام العربية